# Vescomtat de l'Armería
El vescomtat de l'Armería és un títol nobiliari espanyol, del regne de Navarra, de caràcter perpetu i hereditari.
Va ser creat com a vescomtat pel rei Carlos II d'Espanya a favor de José de Aldaz i Aguirre, Fadués i Narváez, noble del regne de Navarra, mitjançant Reial decret del 9 de març de 1694. Onze anys després, el concessionari va ser creat marquès de Muntanya Real per Real Carta de Felipe V despatxada el 26 de maig de 1705, per la qual aquest rei perpetuava el títol de vescomte de l'Armeria disposant que no fos cancel·lat i declarant-ho hereditari.

## Llista de titulars
| Titular                                        | Període                                          |                                                |
| Vescomtes de l'Armeria (creació per Carles II) | Vescomtes de l'Armeria (creació per Carles II)   | Vescomtes de l'Armeria (creació per Carles II) |
| ---------------------------------------------- | ------------------------------------------------ | ---------------------------------------------- |
| I                                              | José de Aldaz i Aguirre                          | 1694-1729                                      |
| II                                             | María Josefa de Samaniego i Flors de Septién     | 1730-c.1740                                    |
| III                                            | Pedro de Samaniego Montemayor i Flors de Septién | c.1740-1767                                    |
| IV                                             | Manuel de Samaniego i Pizarro                    | 1767-1785                                      |
|                                                | Matías de Samaniego i Pizarro                    | 1785-1793                                      |
| VI                                             | María Donata de Samaniego i Pizarro              | 1793-1799                                      |
| VII                                            | N. d'Armendáriz i Samaniego                      | 1799-1819                                      |
| VIII                                           | Joaquín Antonio de Samaniego i Urbina            | 1819-1844                                      |
| IX                                             | Manuel de Samaniego i Asprer                     | 1844-1853                                      |
| X                                              | Honorio de Samaniego i Pando                     | 1856-1917                                      |
| XI                                             | Mariano Álvarez de Toledo i Cap de Vaca          | 1920-1936                                      |
| XII                                            | Alonso Álvarez de Toledo i Cap de Vaca           | 1945-1964                                      |
| XIII                                           | Alonso Álvarez de Toledo i Urquijo               | 1964-2000                                      |
| XIV                                            | Fadrique Álvarez de Toledo i Argüelles           | 2000-avui                                      |